# بيت المغربة (جبلة)

تعديل مصدري - تعديل

بيت المغربة محلة تابعة لقرية مدارة، التابعة لعزلة الشهلي بمديرية جبلة إحدى مديريات محافظة إب في الجمهورية اليمنية، بلغ تعداد سكانها 32 حسب تعداد اليمن لعام 2004.